# حسین ساجدی‌نیا
حسین ساجدی‌نیا (زادهٔ ۱۳۴۱ اصفهان) سرتیپ پاسدار فرماندهی انتظامی جمهوری اسلامی ایران است که از مهر ۱۴۰۳ به‌عنوان رئیس سازمان مدیریت بحران کشور فعالیت می‌کند. وی پیش‌تر از سال ۱۳۹۶ تا ۱۴۰۳ معاون عملیات فرماندهی انتظامی بود. ساجدی‌نیا فعالیت نظامی را از کمیته انقلاب اسلامی آغاز کرد و در خلال جنگ ایران و عراق از اعضای سپاه پاسداران بود.
ساجدی‌نیا از ۱۳۸۳ تا ۱۳۸۵ رئیس پلیس راهنمایی و رانندگی تهران بزرگ بود، از ۱۳۸۵ تا ۱۳۸۷ به‌عنوان جانشین فرمانده انتظامی تهران بزرگ فعالیت می‌کرد و در فاصله سالهای ۱۳۸۸ تا ۱۳۹۶ فرماندهی انتظامی تهران بزرگ را برعهده داشت. ۱۳ آوریل ۲۰۱۱ اتحادیه اروپا، وی را به دلیل نقشی که در نقض گسترده و شدید حقوق شهروندان ایرانی داشته، تحریم کرد. وزارت خزانه‌داری آمریکا روز پنج‌شنبه ۶ اکتبر ۲۰۲۲، وی را به‌دلیل دست داشتن در سرکوب اعتراضات ایران تحریم کرد.

## زندگی‌نامه
ساجدی‌نیا به سالِ ۱۳۴۱ در شهر اصفهان زاده شد. پس از وقوع انقلاب در سازمان بسیج، سپس در کمیته‌های انقلاب اسلامی و سپاه پاسداران اصفهان عضو شد. در طول جنگ ایران و عراق به جبهه‌ها رفت و در دهه ۱۳۷۰ به تهران نقل مکان کرد و معاون هماهنگ‌کننده مرتضی طلائی، فرمانده انتظامی تهران شد. از اقدامات او در این پست، ساماندهی و تقویت هماهنگی کلانتری‌ها با سپاه، بسیج و وزارت اطلاعات، راه‌اندازی و پایه‌گذاری یگان ویژه نیروی انتظامی و تأسیس تیپ پلیس پیشگیری در نیروی انتظامی بود. سپس به فرماندهی پلیس راهنمایی و رانندگی تهران بزرگ منصوب شد. در دوره او نرخ جریمهٔ خودروها افزایش چشمگیری داشت. پس از انتصاب احمدرضا رادان به فرماندهی نیروی انتظامی تهران بزرگ، ساجدی‌نیا جانشین او شد و این دو مدیریت طرح‌هایی چون ارتقای امنیت اجتماعی، جمع‌آوری دیش‌های ماهواره، برخورد با بوتیک‌ها و دستگیری «اراذل و اوباش» را مدیریت کردند. پس از بازنشستگی عزیزالله رجب‌زاده، حسین ساجدی‌نیا در اسفند ماه ۱۳۸۸ فرمانده انتظامی تهران بزرگ شد و در مرداد ماه ۱۳۹۶ به‌عنوان معاون عملیات فراجا منصوب شد.

## نقض حقوق بشر و تحریم‌ها
اتحادیه اروپا طی تصمیم مورخ ۲۳ فروردین ۱۳۹۰ (۱۳ آوریل ۲۰۱۱)، ۳۲ مقام ایرانی از جمله حسین ساجدی‌نیا را به دلیل نقض حقوق بشر و نقشی که در نقض گسترده و شدید حقوق شهروندان ایرانی داشته‌اند، از ورود به کشورهای این اتحادیه محروم کرد. کلیه دارایی‌های این مقامات نیز در اروپا توقیف خواهد شد.
بر اساس بیانیه اتحادیه اروپا حسین ساجدی‌نیا به عنوان رئیس پلیس تهران و جانشین سابق فرمانده انتظامی ایران مسئول عملیات پلیس و هماهنگی با وزارت کشور در سازماندهی سرکوب معترضان در جریان اعتراضات به نتایج انتخابات ریاست جمهوری سال ۱۳۸۸ در تهران بوده است.
روز پنج‌شنبه ۶ اکتبر ۲۰۲۲ وزارت خزانه‌داری آمریکا، حسین ساجدی‌نیا را به همراه ۶ مقام ارشد جمهوری اسلامی به‌دلیل قطع دسترسی به اینترنت و دست داشتن در سرکوب اعتراضات ایران تحریم کرد.